# Eustochomorpha
Eustochomorpha is een geslacht van vliesvleugeligen uit de familie Mymaridae. De wetenschappelijke naam van dit geslacht is voor het eerst geldig gepubliceerd in 1915 door Girault.

## Soorten
Het geslacht Eustochomorpha is monotypisch en omvat slechts de volgende soort:
- Eustochomorpha haeckeli Girault, 1915